# ... For the Kids
... For The Kids è il primo album in studio dei Gym Class Heroes.

## Tracce
1. Thinking Out Loud – 1:21
2. Food for Mic Skills – 4:23
3. Oh My God – 3:56
4. A Beautiful Day – 3:39
5. Extra Extra – 5:40
6. Crab Apple Kids – 4:20
7. Happy Little Trees – 2:07
8. How It Was – 2:57
9. Song For Noah – 3:59
10. This Thing Called Life – 4:43
11. Eighty-Five – 4:25
12. wejusfreestylin – 1:29
13. Pig Latin – 3:51
14. Eighty-Five (Sie One Remix) – 4:08
15. Hey Mina – 1:55